# Главы Екатеринбурга
Это список градоначальников города Екатеринбурга — Свердловска — Екатеринбурга за всю его почти трёхсотлетнюю историю.
В разное время городом фактически руководили люди, занимавшие различные посты и должности: бургомистры, городские головы; в советское время — председатели городского совета, председатели исполкома городского совета; в постсоветское время — глава администрации города, глава города.
С 1917 до середины 1920-х годов (за исключением периода с июля 1918 по июль 1919 года) хозяйственное руководство городом осуществлялось ревкомами, советами и исполкомами различных уровней, с конца 1925 года — Свердловским городским советом рабочих, крестьянских и красноармейских депутатов (с 1936 года — Совет депутатов трудящихся). 5 января 1940 года, впервые с 1920-х гг., сформирован исполком горсовета, который осуществлял хозяйственное руководство городом вплоть до начала 1992 года.
До 1991 г. главой Екатеринбурга являлся председатель исполнительного комитета городского совета народных депутатов. В августе 1991 г. в стране началась реформа местного самоуправления: исполкомы всех уровней ликвидировались, вместо них создавались администрации. Полномочия по назначению глав областей и областных центров были возложены на президента РФ. В сентябре 1991 г. в отставку ушёл председатель горисполкома Екатеринбурга Юрий Новиков, и. о. главы города стал его первый заместитель Виктор Попов. 30 января 1992 года Указом Президента РФ № 104 главой администрации города Екатеринбурга был назначен Аркадий Михайлович Чернецкий.
После принятия устава города 16 октября 1995 года первое лицо города стало официально называться Главой города (соответствующая норма устава вступила в силу 21 декабря 1995 года — в день инаугурации А. М. Чернецкого после выборов 17 декабря 1995 года).
30 июня 2005 года был принят новый устав города (вступил в силу 1 января 2006 года), которым установлено новое наименование должности первого лица города — Глава Екатеринбурга.

## Список главноначальствующихЕкатеринбургас 1751 года по настоящее время
| Период                             | Изображение | ФИО                                  | Род деятельности     | Место рождения     | Должность | Принадлежность Руководства                                                  | Комментарий                                                               |
| ---------------------------------- | ----------- | ------------------------------------ | -------------------- | ------------------ | --- | --------------------------------------------------------------------------- | ------------------------------------------------------------------------- |
| 1751—1753                          |             | Харчевников, Иван Данилович          | купец                | Соли Камская       | Бургомистр | Российская Империя                                                          | Происходил из посадских людей.                                            |
| 1753—1760                          |             | Долгоруков, Иван Дмитриевич          | купец                | Олонец             | Бургомистр | Российская Империя                                                          | Был отрешен в результате антикоррупционного расследования.                |
| 1760—1762                          |             | Дубровин, Иван Дмитриевич            | купец                | Сольвычегодск      | Бургомистр | Российская Империя                                                          |                                                                           |
| 1764—1765                          |             | Дубровин, Дмитрий Фёдорович          | купец                | Сольвычегодск      | Бургомистр | Российская Империя                                                          |                                                                           |
| 1765—1770                          |             | Зырянов, Пётр Данилович              | купец                | Арамиль            | Бургомистр | Российская Империя                                                          |                                                                           |
| 1770—1784                          |             | Коробков, Карп Михайлович            | купец                | Екатеринбург       | Бургомистр | Российская Империя                                                          |                                                                           |
| 1781—1784                          |             | Дубровин, Иван Семёнович             | купец                | Екатеринбург       | Бургомистр | Российская Империя                                                          |                                                                           |
| 1785—1788, 1791—1793               |             | Дубровин, Пётр Иванович              | купец                | Екатеринбург       | Бургомистр | Российская Империя                                                          |                                                                           |
| 1784—1787                          |             | Зырянов, Пётр Данилович              | купец                | Арамиль            | Городской Голова | Российская Империя                                                          |                                                                           |
| 1787—1790                          |             | Рязанов, Меркурий Степанович         | купец                | Шарташ             | Городской Голова | Российская Империя                                                          |                                                                           |
| 1790—1793                          |             | Калашников, Яков Иванович            | купец                | Екатеринбург       | Городской Голова | Российская Империя                                                          |                                                                           |
| 1793—1796                          |             | Егоров, Егор Степанович              | купец                | Невьянск           | Городской Голова | Российская Империя                                                          |                                                                           |
| 1796—1799                          |             | Тарасов, Михаил Фёдорович            | купец                | Шарташ             | Городской Голова | Российская Империя                                                          |                                                                           |
| 1799—1802                          |             | Казанцев, Иван Родионович            | купец                | Шарташ             | Городской Голова | Российская Империя                                                          |                                                                           |
| 1802—1805                          |             | Калашников, Семён Захарович          | купец                | Екатеринбург       | Городской Голова | Российская Империя                                                          |                                                                           |
| 1805—1811                          |             | Толстиков, Яков Филиппович           | купец                | Екатеринбург       | Городской Голова | Российская Империя                                                          |                                                                           |
| 1811—1813                          |             | Казанцев, Иван Родионович            | купец                | Шарташ             | Городской Голова | Российская Империя                                                          |                                                                           |
| 1813—1814                          |             | Фёдоровых, Петр Иванович             | купец                | Шарташ             | Городской Голова | Российская Империя                                                          |                                                                           |
| 1814—1817                          |             | Рязанов, Яким Меркурьевич            | купец                | Шарташ             | Городской Голова | Российская Империя                                                          |                                                                           |
| 1817—1820                          |             | Тарасов, Лука Михайлович             | купец                | Шарташ             | Городской Голова | Российская Империя                                                          |                                                                           |
| 1820—1823                          |             | Рязанов, Яким Меркурьевич            | купец                | Шарташ             | Городской Голова | Российская Империя                                                          |                                                                           |
| 1823—1826                          |             | Тарасов, Лука Михайлович             | купец                | Шарташ             | Городской Голова | Российская Империя                                                          |                                                                           |
| 1826—1829                          |             | Харитонов, Пётр Яковлевич            | купец                | Екатеринбург       | Городской Голова | Российская Империя                                                          |                                                                           |
| 1829—1832                          |             | Черепанов, Семён Фокич               | купец                | Екатеринбург       | Городской Голова | Российская Империя                                                          |                                                                           |
| 1832—1835                          |             | Рязанов, Аникий Терентьевич          | купец                | Екатеринбург       | Городской Голова | Российская Империя                                                          |                                                                           |
| 1835—1838                          |             | Дрозжилов, Алексей Васильевич        | купец                | Ярославль          | Городской Голова | Российская Империя                                                          |                                                                           |
| 1838—1841                          |             | Савельев, Иван Фёдорович             | купец                | Екатеринбург       | Городской Голова | Российская Империя                                                          |                                                                           |
| 1841—1844                          |             | Рязанов, Яким Меркурьевич            | купец                | Екатеринбург       | Городской Голова | Российская Империя                                                          |                                                                           |
| 1844—1847                          |             | Коробков, Максим Иванович            | купец                | Екатеринбург       | Городской Голова | Российская Империя                                                          |                                                                           |
| 1847—1850                          |             | Рязанов, Аникий Терентьевич          | купец                | Екатеринбург       | Городской Голова | Российская Империя                                                          |                                                                           |
| 1850—1853                          |             | Казанцев, Гавриил Фомич              | купец                | Екатеринбург       | Городской Голова | Российская Империя                                                          |                                                                           |
| 1853—1856                          |             | Рязанов, Иван Якимович               | купец                | Екатеринбург       | Городской Голова | Российская Империя                                                          |                                                                           |
| 1856—1860                          |             | Казанцев, Гавриил Фомич              | купец                | Екатеринбург       | Городской Голова | Российская Империя                                                          |                                                                           |
| 1860—1863                          |             | Клопов, Михаил Егорович              | купец                | Чёрмоз             | Городской Голова | Российская Империя                                                          |                                                                           |
| 1863—1866                          |             | Нуров, Михаил Ананьевич              | купец                | Екатеринбург       | Городской Голова | Российская Империя                                                          |                                                                           |
| 1866—1867                          |             | Блохин, Зот Зотович                  | купец                | Екатеринбург       | Городской Голова | Российская Империя                                                          |                                                                           |
| 1867—1869                          |             | Рязанов, Иван Аникиевич              | купец                | Екатеринбург       | Городской Голова | Российская Империя                                                          |                                                                           |
| 1869—1872                          |             | Кривцов, Василий Васильевич          | купец                | Вязниковский уезд  | Городской Голова | Российская Империя                                                          |                                                                           |
| 1872—1876                          |             | Грамматчиков, Владимир Александрович | инженер              | Екатеринбург       | Городской Голова | Российская Империя                                                          |                                                                           |
| 1876—1880                          |             | Нуров, Михаил Ананьевич              | купец                | Екатеринбург       | Городской Голова | Российская Империя                                                          |                                                                           |
| 1880—1884                          |             | Кривцов, Василий Васильевич          | купец                | Вязниковский уезд  | Городской Голова | Российская Империя                                                          |                                                                           |
| 1884—1894                          |             | Симанов, Илья Иванович               | купец                | Екатеринбург       | Городской Голова | Российская Империя                                                          |                                                                           |
| 1894—1895                          |             | Черкасов, Александр Александрович    | дворянин             | Старая Русса       | Городской Голова | Российская Империя                                                          |                                                                           |
| 1895—1898                          |             | Бурдаков, Иван Семёнович             | инженер              | Екатеринбург       | Городской Голова | Российская Империя                                                          |                                                                           |
| 1898—1902                          |             | Казанцев, Гавриил Гавриилович        | купец                | Екатеринбург       | Городской Голова | Российская Империя                                                          |                                                                           |
| 1902—1908                          |             | Анфиногенов, Иван Константинович     | купец                | Екатеринбург       | Городской Голова | Российская Империя                                                          |                                                                           |
| 1908—1917                          |             | Обухов, Александр Евлампиевич        | чиновник             | Воткинск           | Городской Голова | Российская Империя / Российская Империя (Временное правительство России)    |                                                                           |
| март — май 1917                    |             | Быков, Павел Михайлович              | революционер         | Екатеринбург       | Председатель Екатеринбургского городского совета рабочих и солдатских депутатов (в рамках двоевластия оспаривал власть Городского Головы Обухова и Гласного Городской Думы Екатеринбурга) | Российская Империя (Временное правительство России)                         |                                                                           |
| май — октябрь 1917 г.              |             | Павловский, Василий Яковлевич        | революционер         | Екатеринбург       | Председатель Екатеринбургского городского совета рабочих и солдатских депутатов (в рамках двоевластия оспаривал власть Городского Головы Обухова и Гласного Городской Думы Екатеринбурга) | Российская Империя (Временное правительство России) / Российская Республика |                                                                           |
| октябрь — ноябрь 1917 г            |             | Сосновский, Лев Семёнович            | революционер         | Оренбург           | Председатель Екатеринбургского городского совета рабочих и солдатских депутатов (в рамках двоевластия оспаривал власть Городского Головы Обухова и Гласного Городской Думы Екатеринбурга) | Российская Республика                                                       |                                                                           |
| ноябрь 1917 — июль 1918            |             | Чуцкаев, Сергей Егорович             | чиновник             | Сугат              | Городской Голова | РСФСР                                                                       |                                                                           |
| июль 1918 — июль 1919              |             | Алексеевич, Лебединский Никита       | архитектор           | Екатеринбург       | Городской Голова | ВОПУ / Российское Государство                                               |                                                                           |
| июль 1919 — октябрь 1920           |             | Парамонов, Анатолий Иванович         | революционер         | Берёзовский        | Председатель Городского совета | РСФСР                                                                       |                                                                           |
| октябрь 1920 — январь 1921         |             | Теумин, Яков Абрамович               | чиновник             | Карповичи          | Председатель Городского совета | РСФСР                                                                       |                                                                           |
| январь — февраль 1921              |             | Старков, Александр Иванович          | революционер         | Сысерть            | Председатель Городского совета | РСФСР                                                                       |                                                                           |
| январь — ноябрь 1922               |             | Ларичев, Александр Иванович          | революционер         | Казанская губерния | Председатель Городского совета | РСФСР                                                                       |                                                                           |
| ноябрь 1922 — февраль 1926         |             | Клепацкий, Степан Иванович           | революционер         | Златоуст           | Председатель Городского совета | РСФСР / СССР                                                                |                                                                           |
| февраль 1926 — октябрь 1927        |             | Пылаев, Георгий Николаевич           | революционер         | Прокудино          | Председатель Городского совета | СССР                                                                        |                                                                           |
| октябрь 1927 — март 1929           |             | Сивков, Александр Фёдорович          | революционер         | Кунгурский уезд    | Председатель Городского совета | СССР                                                                        |                                                                           |
| март 1929 — ноябрь 1930            |             | Бычкова, Анна Николаевна             | революционерка       | Нязепетровск       | Председатель Городского совета | СССР                                                                        |                                                                           |
| ноябрь 1930 — август 1933          |             | Попков, Александр Тимофеевич         | революционер         | Пошехонский уезд   | Председатель Городского совета | СССР                                                                        |                                                                           |
| август 1933 — июль 1934            |             | Иванов, Константин Генадьевич        | железнодорожник      | Зубцов             | Председатель Городского совета | СССР                                                                        |                                                                           |
| июль 1934 — июнь 1935              |             | Галкин, Сергей Терентьевич           | телеграфист          | Починок            | Председатель Городского совета | СССР                                                                        |                                                                           |
| июнь 1935 — сентябрь 1937          |             | Мизенко, Николай Никитович           | революционер         | Новострольцовск    | Председатель Городского совета | СССР                                                                        |                                                                           |
| февраль 1938 — август 1938         |             | Поносов, Фаддей Макарович            | рабочий              | Мотовилихинск      | Председатель Городского совета | СССР                                                                        |                                                                           |
| сентябрь 1938 — сентябрь 1939      |             | Громилин, Максим Иванович            | революционер         | Майдан             | Председатель Городского совета | СССР                                                                        |                                                                           |
| сентябрь 1939 — май 1947           |             | Головин, Владимир Порфирьевич        | инженер              | Чернь              | Председатель Городского совета | СССР                                                                        |                                                                           |
| июнь 1947 — июнь 1948              |             | Жихарев, Василий Иванович            | рабочий              | Верхние Муллы      | Председатель Городского совета | СССР                                                                        |                                                                           |
| июль 1948 — март 1955              |             | Земляниченко, Виктор Фёдорович       | инженер              | Александров-Гай    | Председатель Городского совета | СССР                                                                        |                                                                           |
| март 1955 — март 1965              |             | Муравьёв, Иван Иванович              | инженер              | Москва             | Председатель Городского совета | СССР                                                                        |                                                                           |
| март 1965 — июнь 1975              |             | Пушкарёв, Алексей Алексеевич         | инженер              | Пермь              | Председатель Городского совета | СССР                                                                        |                                                                           |
| июнь 1975 — декабрь 1980           |             | Гудков, Василий Васильевич           | чиновник             | Вологда            | Председатель Городского совета | СССР                                                                        |                                                                           |
| декабрь 1980 — ноябрь 1988         |             | Шаманов, Павел Михайлович            | инженер              | Михалево           | Председатель Городского совета | СССР                                                                        |                                                                           |
| декабрь 1988 — сентябрь 1991       |             | Новиков, Юрий Васильевич             | инженер              | Курган             | Председатель Городского совета | СССР                                                                        |                                                                           |
| сентябрь 1991 — январь 1992        |             | Попов, Виктор Васильевич             | инженер              | Самара             | Председатель Городского совета | СССР                                                                        | Исполняющий обязанности                                                   |
| 30 января 1992 — 2 ноября 2010     |             | Чернецкий, Аркадий Михайлович        | инженер              | Нижний Тагил       | Глава Екатеринбурга | Российская Федерация                                                        |                                                                           |
| 2 ноября 2010 — 23 ноября 2010     |             | Якоб, Александр Эдмундович           | чиновник             | Екатеринбург       | Глава Екатеринбурга | Российская Федерация                                                        | Исполняющий обязанности                                                   |
| 23 ноября 2010 — 9 сентября 2013   |             | Порунов, Евгений Николаевич          | чиновник             | Верхние Серги      | Глава Екатеринбурга | Российская Федерация                                                        | Избирался от Единой России                                                |
| 24 сентября 2013 — 25 мая 2018     |             | Ройзман, Евгений Вадимович           | общественный деятель | Екатеринбург       | Глава Екатеринбурга | Российская Федерация                                                        | Избирался от Гражданской платформы                                        |
| 25 мая — 25 сентября 2018          |             | Тестов, Виктор Николаевич            | предприниматель      | Екатеринбург       | Глава Екатеринбурга | Российская Федерация                                                        | Исполняющий обязанности                                                   |
| 25 сентября 2018 — 22 декабря 2020 |             | Высокинский, Александр Геннадьевич   | чиновник             | Екатеринбург       | Глава Екатеринбурга | Российская Федерация                                                        | Избирался от Единой России                                                |
| 22 декабря 2020 — н. в             |             | Орлов, Алексей Валерьевич            | чиновник             | Пенья              | Глава Екатеринбурга | Российская Федерация                                                        | Исполняющий обязанности 22.12.2020 — 9.02.2021 Избирался от Единой России |

## Первые секретари горкома ВКП(б)-КПСС
Политическое руководство городом осуществлял Свердловский горком КПСС, который впервые был сформирован в июле 1932 г. (до этого городские райкомы подчинялись напрямую обкому партии). В 1937—1950 гг. должности первых секретарей обкома и горкома были совмещены, а руководство городской парторганизацией фактически осуществлял второй секретарь Свердловского горкома.
Первые секретари Свердловского горкома ВКП(б)-КПСС:
- Карклин Фриц Иванович (июль 1932 — апрель 1935)
- Кузнецов Михаил Васильевич (апрель 1935 — январь 1937)
- Кабаков Иван Дмитриевич (январь — май 1937)
- Столяр Абрам Яковлевич (май 1937 — апрель 1938)
- Валухин Константин Николаевич (май 1938 — январь 1939)
- Андрианов Василий Михайлович (январь 1939 — март 1946)
- Недосекин Виктор Иванович (март 1946 — февраль 1950)
- Кузин Михаил Иванович (апрель 1950 — декабрь 1955)
- Козлов Георгий Алексеевич (декабрь 1955 — июль 1958)
- Замирякин Константин Александрович (июль 1958 — январь 1963)
- Рябов Яков Петрович (январь 1963 — март 1966)
- Студёнок Геннадий Андреевич (март 1966 — август 1971)
- Бобыкин Леонид Фёдорович (октябрь 1971 — ноябрь 1976)
- Манюхин Виктор Митрофанович (ноябрь 1976 — июнь 1983)
- Кадочников Владимир Дмитриевич (июнь 1983 — май 1990)
- Денисенко Владимир Алексеевич (май 1990 — ноябрь 1991)

Вторые секретари Свердловского горкома ВКП(б) (1937—1950 гг.) :
- Кузнецов Михаил Васильевич (январь — май 1937)
- Кормилов Иван Алексеевич (и. о. в мае 1937)
- Шокин Евгений Акимович (май 1937 — апрель 1938)
- Гусаров Николай Иванович (апрель — июль 1938)
- Сулицкий Николай Пантелеевич (июль — август 1938)
- Гусаров Николай Иванович (август 1938 — январь 1939)
- Недосекин Виктор Иванович (январь 1939 — июнь 1942)
- Косов Василий Владимирович (июнь 1942 — апрель 1945)
- Жуков Павел Александрович (апрель 1945 — февраль 1949)
- Красножёнов Иван Федотович (февраль 1949 — февраль 1950)
- Кузин Михаил Иванович (февраль — апрель 1950)